# Heiloo

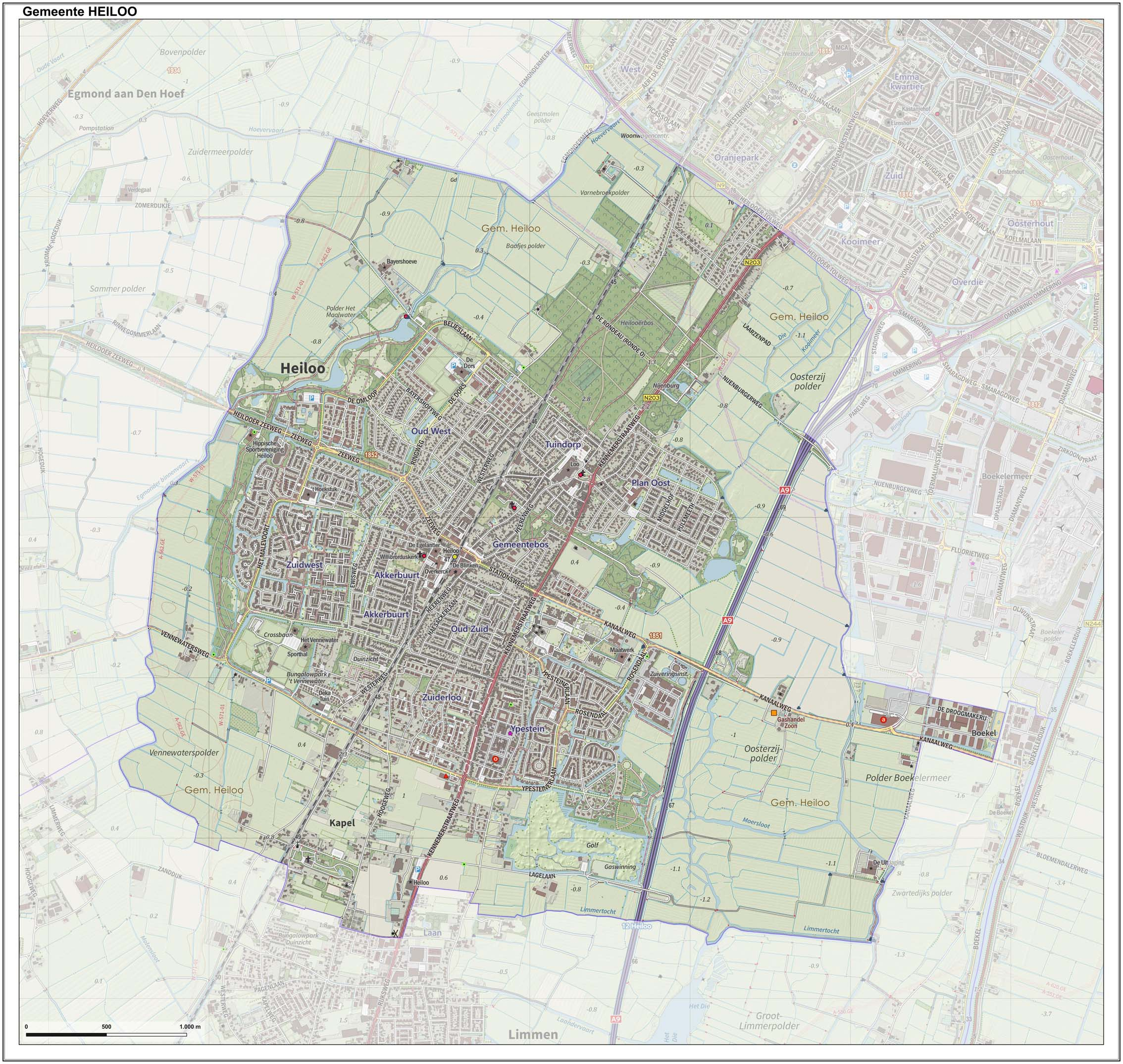
Topografische gemeentekaart van Heiloo, september 2022

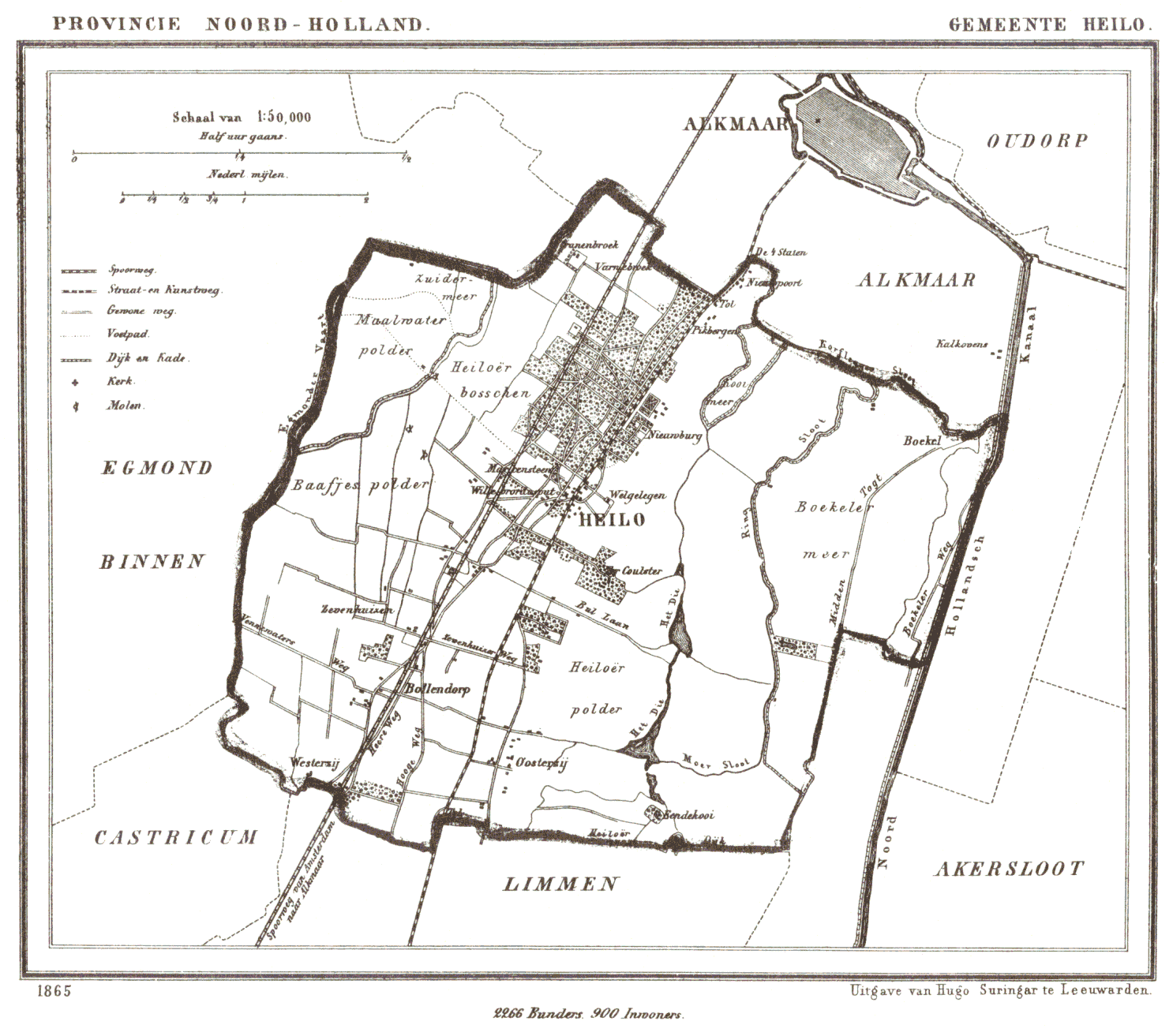
Gemeentekaart Heiloo, 1868

Heiloo (uitspraakⓘ) is een dorp en gemeente in de Nederlandse provincie Noord-Holland. De gemeente maakt deel uit van samenwerkingsregio Kennemerland. De gemeente telt 24.906 inwoners (1 januari 2024, bron: CBS) en heeft een oppervlakte van 19,01 km². In de periode 1950-1960 nam het aantal inwoners snel toe, doordat veel Amsterdammers naar Heiloo verhuisden.

## Overige plaatsen binnen de gemeente
Buurtschappen:
- Bollendorp
- Kaandorp
- Kapel
- Oosterzij
- Westerzij

## Aangrenzende gemeenten
| Aangrenzende gemeenten | Aangrenzende gemeenten | Aangrenzende gemeenten | Aangrenzende gemeenten | Aangrenzende gemeenten |
| ---------------------- | ---------------------- | ---------------------- | ---------------------- | ---------------------- |
|                        | Bergen                 |                        |                        | Alkmaar                |
|                        |                        |                        |                        |                        |
| Bergen                 | Alkmaar                |                        |                        |                        |
|                        |                        |                        |                        |                        |
|                        |                        | Castricum              |                        |                        |

## Geschiedenis
Heiloo zou afgeleid zijn van: Heil = heilig en loo = bos, maar archeologisch onderzoek heeft aangetoond dat er sinds de bronstijd geen sprake is geweest van een bosrijke omgeving. Wellicht is de naam afkomstig van een oud heiligdom, mogelijk ter plaatse van de Witte Kerk. Deze ligt niet, zoals ooit verondersteld, op een terp, maar op een duintje. Op de westelijke strandvlakte van Heiloo is onder andere een paalcirkel aangetroffen. De ouderdom van de structuur is met behulp van C14-datering gedateerd in 800 v.Chr. (Vroege IJzertijd). In de directe omgeving zijn kringgreppels, kuilen en runderpaden opgegraven uit dezelfde periode en jonger. Vanaf de jaartelling werd in het voormalige kweldergebied ten westen van de strandwal Limmen-Heiloo-Alkmaar gewoond. Vondsten uit de Romeinse Tijd zijn bekend ter hoogte van de Vennewatersweg, aan de Zeeweg, in het Maalwater en verder in de richting van Alkmaar.
Rondom de kerstening zijn diverse verhalen bekend. Maar ook hier ontbreekt het aan schriftelijke en archeologische bronnen. Veel van de verhalen zijn ontstaan in de loop van de 17e eeuw. Toen was sprake van een romantisering van het buitenleven. Sommigen zijn nog steeds van mening dat het Heilooër bos identiek is aan het Baduhennawoud waar de Friezen in een slag 1300 Romeinen doodden. Zo werd gezegd dat het woud van Baduhenna na de kerstening werd verdoemd voor zijn heidense rituelen.
Het zal Willibrord zijn geweest die er rond 690 gepredikt heeft en er een bedevaartsoord van heeft gemaakt. Er zijn echter geen archeologische vondsten bekend die dit verhaal kunnen bevestigen. Bovendien is nog maar de vraag of ten tijde van het verhaal het gebied bebost is geweest. Het huidige bos is veel jonger. Het ontstaan van het bos heeft voor een groot deel te maken met de eerste beplanting van het landgoed Nijenburg. Volgens pollenanalyse op diverse plaatsen op de strandwal was het gebied al in de bronstijd boomarm.
Volgens de overlevering vond boerenknecht Nelis in de veertiende eeuw tot twee keer toe een Mariabeeldje op dezelfde plaats op een zandweg nabij Runxputte, een gehucht bij Heiloo. Terzelfder tijd zou een rijke koopman uit Alkmaar, genaamd Johannes Mors over het beeldje en Runxputte hebben gedroomd. Hoewel hij nog nooit van Runxputte gehoord had, kreeg hij in zijn droom de opdracht het plaatsje te bezoeken. Hij schonk geld om er een kapel te laten bouwen, ter ere van Maria. In 1409 werd de kapel in gebruik genomen en van heinde en verre stroomden de mensen toe. Tijdens het Beleg van Alkmaar in 1573 maakten de protestanten en Staatse troepen de kapel met de grond gelijk.
In 1905 werden de fundamenten van de kapel ontdekt en de bedevaartstraditie herleefde. In 1913 werd de bedevaartskerk Onze Lieve Vrouwe ter Nood gebouwd, bedoeld als noodkerk maar nooit vervangen, in 1930 gevolgd door de Genadekapel, beide naar ontwerp van architect Jan Stuyt. Tijdens de jaren van het Rijke Roomse Leven werd de kapel zeer druk bezocht. Godfried Bomans ging er, zoals hij beschreef in Beminde Gelovigen, jaarlijks met zijn klas naartoe. Ook voor Gerard Reve had het een speciale betekenis. Bij de kapel is ook een put, die geneeskrachtig water zou bevatten.
Het raadhuis van Heiloo dateert van 1926. Daarnaast staat er in Heiloo een witgepleisterd kerkje uit de 12e eeuw dat het 'witte kerkje' genoemd wordt. Zijn huidige aanzien heeft het witte kerkje gekregen in de 19e eeuw. In 1976 ging een aanzienlijk aantal huizen en winkels in de directe omgeving van het kerkje tegen de vlakte, ten gunste van een modern winkelcentrum, 't Loo geheten, dat in 1978 werd geopend. Het winkelcentrum is in 1995 nog eens gemoderniseerd en ook uitgebreid.

## Sport in Heiloo
- In Heiloo zijn twee voetbalclubs, HSV[2] (Heilooër Sport Vereniging) en De Foresters.[3]
- Er is een hockeyclub, HV De Terriërs.
- Er is een atletiekclub, AV Trias.[4] Deze atletiekclub heeft twee Olympische atleten geproduceerd, Lisanne De Witte en Laura de Witte.
- Ook zijn er twee tennisclubs, TPCH[5]  (Tennis & Padel Club Heiloo) en TV Het Vennewater.[6]
- Ook is er een BMX-club, De Boscrossers.[7] De Boscrossers heeft ook 5 Wereldkampioenen[8] geproduceerd.
- Er is ook een honkbalclub, De Double Stars.[9]

## Politiek
Mascha ten Bruggencate (D66) is burgemeester van de gemeente Heiloo. De gemeenteraad van Heiloo bestaat uit negentien zetels. Hieronder de behaalde zetels per partij bij de gemeenteraadsverkiezingen sinds 1998:
| Gemeenteraadszetels     | Gemeenteraadszetels | Gemeenteraadszetels | Gemeenteraadszetels | Gemeenteraadszetels | Gemeenteraadszetels | Gemeenteraadszetels | Gemeenteraadszetels |
| Partij                  | 1998                | 2002                | 2006                | 2010                | 2014                | 2018                | 2022                |
| ----------------------- | ------------------- | ------------------- | ------------------- | ------------------- | ------------------- | ------------------- | ------------------- |
| Heiloo-2000             | 3                   | 5                   | 5                   | 5                   | 6                   | 4                   | 5                   |
| PvdA                    | 3                   | 3                   | 3                   | 2                   | 2                   | 2                   | 3                   |
| VVD                     | 6                   | 5                   | 5                   | 4                   | 3                   | 4                   | 3                   |
| D66                     | -                   | -                   | -                   | -                   | 3                   | 3                   | 3                   |
| Gemeentebelangen Heiloo | -                   | -                   | -                   | -                   | -                   | 2                   | 2                   |
| CDA                     | 4                   | 3                   | 3                   | 3                   | 3                   | 2                   | 2                   |
| Heiloo Lokaal           | -                   | -                   | -                   | -                   | -                   | 1                   | 1                   |
| NCPN                    | -                   | 1                   | 1                   | 1                   | 2                   | 1                   | -                   |
| D66-GroenLinks          | 2                   | 2                   | 2                   | 4                   | -                   | -                   | -                   |
| Overigen                | 1                   | -                   | -                   | -                   | -                   | -                   | -                   |
| Totaal                  | 19                  | 19                  | 19                  | 19                  | 19                  | 19                  | 19                  |

## Kunst en cultuur
Een museum over de geschiedenis van de psychiatrie bevindt zich op het terrein van psychiatrisch centrum Willibrord van de GGZ Noord-Holland-Noord.
Popconcerten vinden plaats in het jongerencentrum Buk Buk.

### Landgoederen en kastelen
In Heiloo hebben twee kastelen gestaan, kasteel Ter Coulster en slot Ypestein. Ter Coulster was gelegen ter hoogte van het huidige landgoed Ter Coulster. Ypestein was gelegen op het terrein van de huidige Willibrordusstichting.
In het Heilooërbos ligt landgoed Nijenburg.

### Monumenten
In de gemeente bevinden zich een aantal rijksmonumenten, gemeentelijke monumenten en oorlogsmonumenten, zie:
- Lijst van rijksmonumenten in Heiloo
- Lijst van gemeentelijke monumenten in Heiloo
- Lijst van oorlogsmonumenten in Heiloo
- Willibrordusput bij de Witte Kerk

### Kunst in de openbare ruimte
In de gemeente zijn diverse beelden, sculpturen en objecten geplaatst in de openbare ruimte, zie:
- Lijst van beelden in Heiloo

## Gezondheidszorg
Aan de Kennemerstraatweg bevindt zich het psychiatrisch centrum Sint-Willibrordusstichting (Willibrord), een instelling van de GGZ Noord-Holland-Noord. In 1929 is het centrum gesticht door de Broeders van Onze-Lieve-Vrouw van Lourdes. In de Tweede Wereldoorlog werd het gebruikt door de Duitsers om hun soldaten te laten herstellen. Op het complex staat ook een kapel, de Mariakapel. De St. Willibrordusstichting was als vernieuwend bekend door voorop te lopen met het invoeren van nieuwe behandelmethoden.

## Bekende personen uit Heiloo
- Henricus Nolet, (1893–1965), politicus
- Bernard Johan Frans Sutman Meijer (1897–1957), politicus
- Johannes Pesman, (1903–1978), burgemeester
- Leonora Gisberta Leeuwenberg (1905-1998), verzetsstrijder
- Klaas Molenaar (1921–1996), voetballer, zakenman
- Corry Borst (1921-2018), edelsmid
- Carlos van Regteren Altena (1927–2014), hoogleraar
- Bert Diddens (1928–2018), natuurkundige
- Hajo Meyer (1924–2014), natuurkundige en politiek activist
- Cor Geelhuijzen (1929–2020), voetballer
- Jan Stuifbergen (1929-2021), politicus
- Jan Steeman (1933–2018), striptekenaar
- Jos van Kemenade (1937–2020), politicus
- Bob Heeringa (1939), politicus
- Adriaan Venema (1941-1993), journalist, schrijver en kunsthandelaar
- Jos Brink (1942-2007), (hoorspel)acteur, cabaretier, musicalster en -producent, columnist, schrijver, predikant, radio- en tv-presentator
- Eric Zwijnenberg (1946), fysicus en molenaar
- Guus Janssen (componist) (1951), componist
- Fred Woudhuizen (1959–2021), historicus
- Herman Bolten (1959), acteur
- Jacques Zoon (1961), fluitist
- Maarten van Roozendaal (1962-2013), zanger en liedjesschrijver
- Dirk Jan Jager (1965), kunstenaar
- Lars Oostveen (1976), presentator, producent en auteur
- Michael Duursma (1978), honkballer
- Ginty Vrede (1985-2008), kickbokser
- Britt Scholte (1997), actrice
- Mees Bakker (2001), voetballer
- Kenneth Taylor (2002), voetballer
- Sem Dekkers (2004), voetballer

## Millennium Gemeente
Heiloo is een Millennium Gemeente.

## Zustergemeente
Heiloo is een zustergemeente van Świętochłowice in Polen.

## Trivia
Heiloo wordt ook wel het Wassenaar van Amsterdam genoemd.